# Joc d'estil europeu

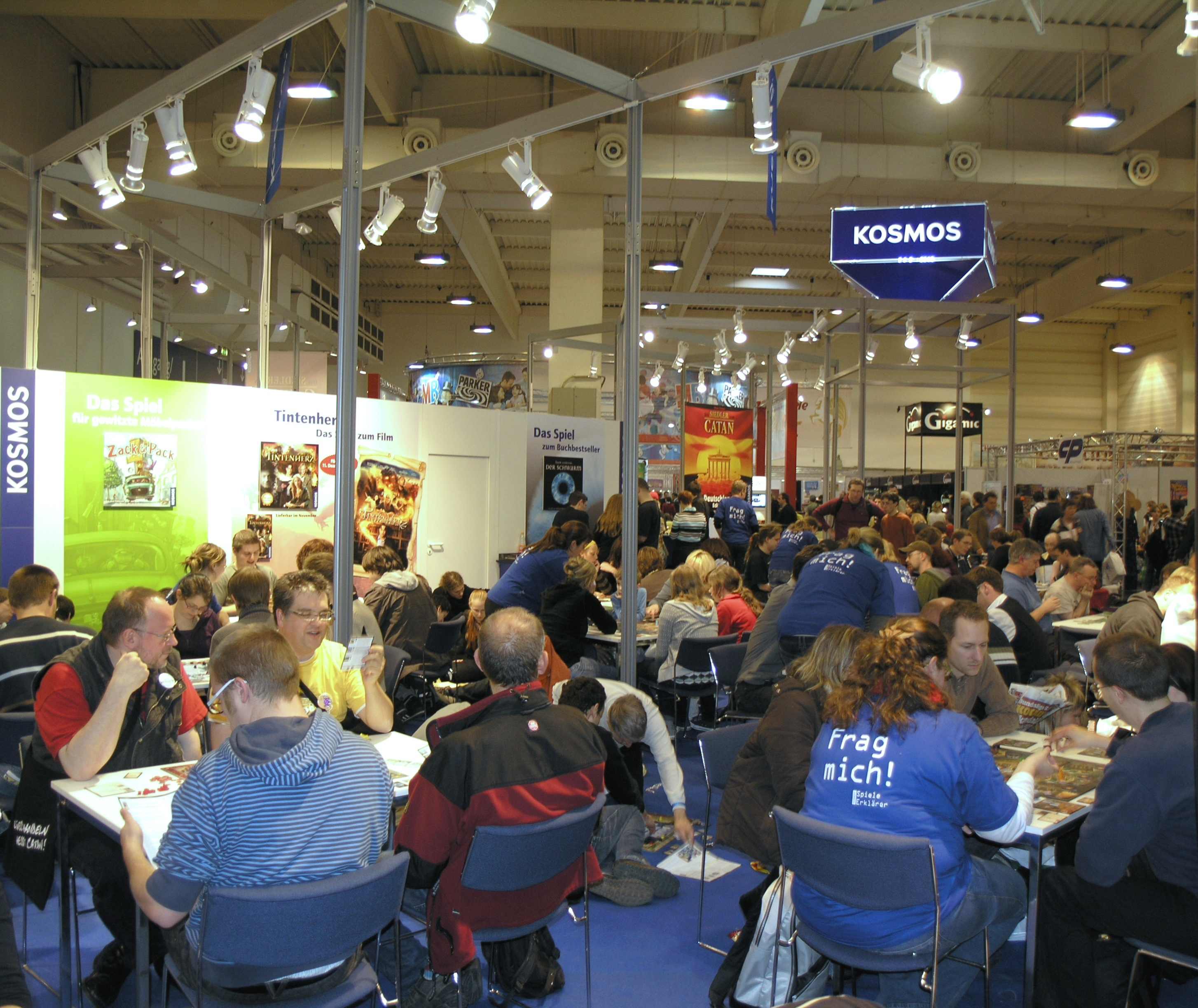
Imatge de la Internationale Spieltage de 2008

Els jocs d'estil europeu (també anomenats jocs d'autor, jocs d'estil alemany, jocs d'estratègia familiars o eurogames) són un tipus molt variat de joc de tauler, caracteritzats per unes regles relativament simples, uns components de qualitat i una durada de joc no excessivament llarga (habitualment inferior a les tres hores), però acostumen a ser més complexos i requereixen una estratègia més acurada que els anomenats «jocs de societat» (tipus Monopoly, Trivial Pursuit o Pictionary). La Internationale Spieltage que se celebra anualment el mes d'octubre a Essen és la fira de jocs de taula més gran i important del món, i on se solen presentar les novetats en Jocs d'estil europeu
D'altra banda, a diferència dels jocs d'estratègia tradicionals, on el mecanisme de joc s'adapta a un tema determinat (especialment evident en els anomenats «jocs de guerra» o wargames), en els jocs d'estil europeu és sovint el mateix mecanisme de joc la part més important i sobre aquest mecanisme s'hi adapta un tema; d'aquesta manera un mateix joc (per tant, un mateix mecanisme) pot adaptar-se amb relativa facilitat a temes diferents. Amb una certa simplificació es podria dir que en els jocs d'estratègia tradicionals el tema determina el mecanisme, mentre que en els jocs d'estil europeu el mecanisme determina els possibles temes.
Existeixen sis tipus de mecanismes fonamentals: col·locació de fitxes (on la construcció o modificació del tauler de joc mentre es juga la partida és essencial), subhastes, negociació entre jugadors, obtenció de grups o recursos (on adquirir cartes, fitxes o bonus permet després accedir a punts o altres avantatges en una venda posterior), control de territori i col·locació de jugadors (en què col·locar fitxes o assumir rols determinats permet dur a terme accions que altres jugadors no poden fer).